# Projekt Oxygen
Projekt Oxygen [ˈoksidžən] je motiv (anglicky theme [θiːm], či artwork [ˈaːtˌwəːk], nesprávně téma; soubor ikon, kurzorů myši, zvuků, …) vytvořený pro prostředí KDE 4. Původně se jednalo pouze o ikony, ale časem se projekt rozrostl. Nyní Oxygen obsahuje také kurzory myši, styly widgetů a oken a zvuky.
Jedním z hlavních cílů Projektu Oxygen bylo přinést pěkně vypadající prostředí, které nebude uživatele rozptylovat. Oxygen se tudíž snaží nepoužívat sytých barev. Název Oxygen (česky kyslík) pochází ze žertu mezi vývojáři, kteří chtěli „přinést prostředí (KDE) nádech svěžího vzduchu.“

## Standardizace
Projekt Oxygen si klade za cíl nabídnout standardní sadu ikon použitelnou i v jiných prostředích nežli KDE. Respektuje tedy standardy freedesktop.org pro pojmenování ikon (, ).

## Galerie

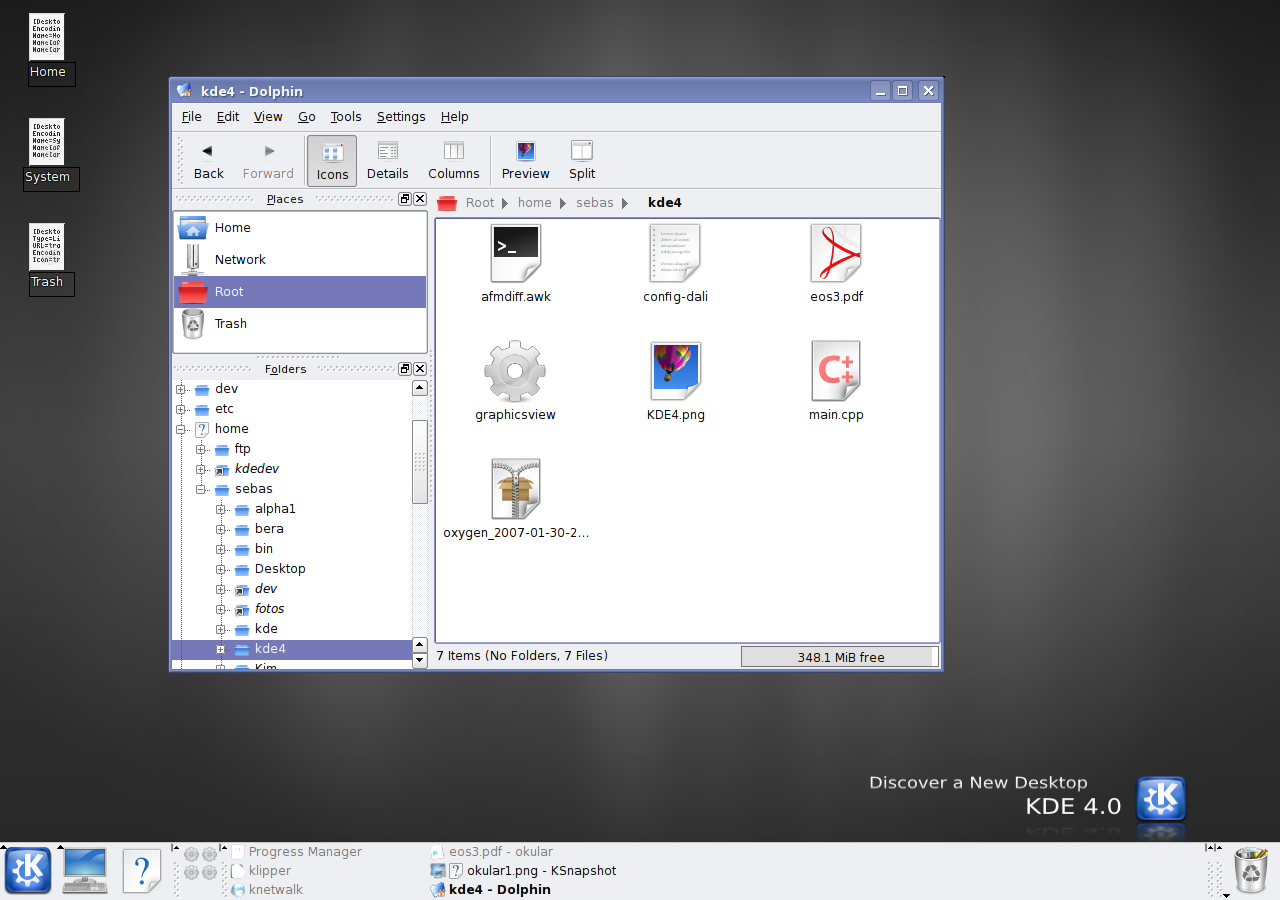
Projekt Oxygen ve verzi KDE 4 Alpha 1
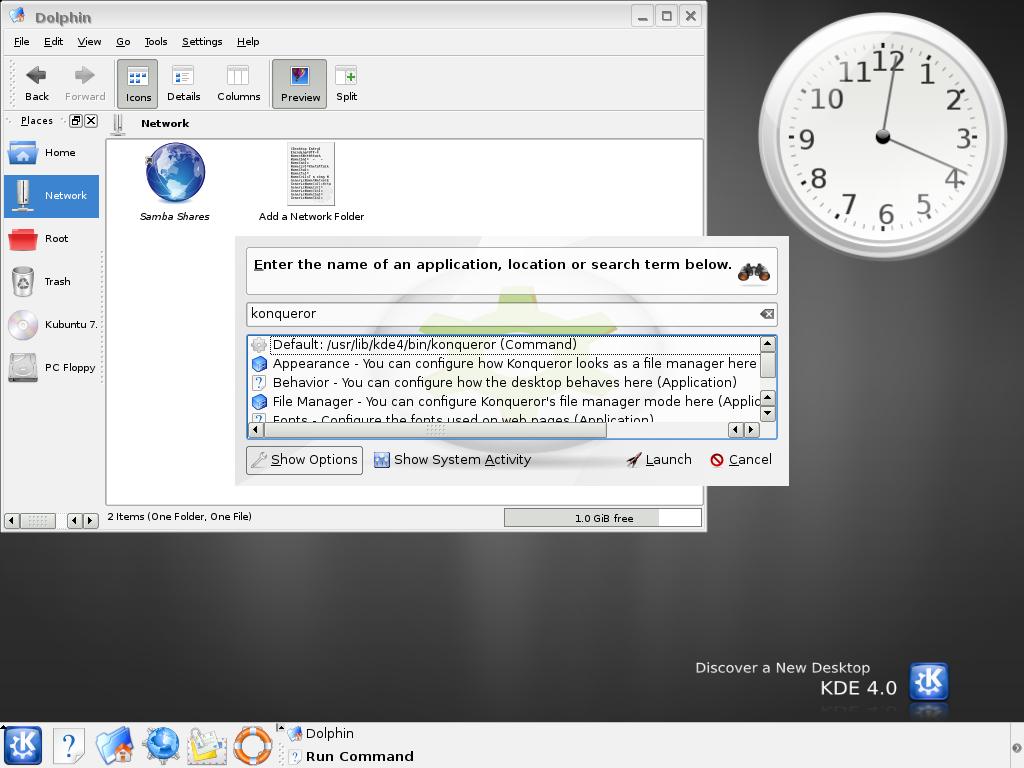
KDE 4 Beta 1
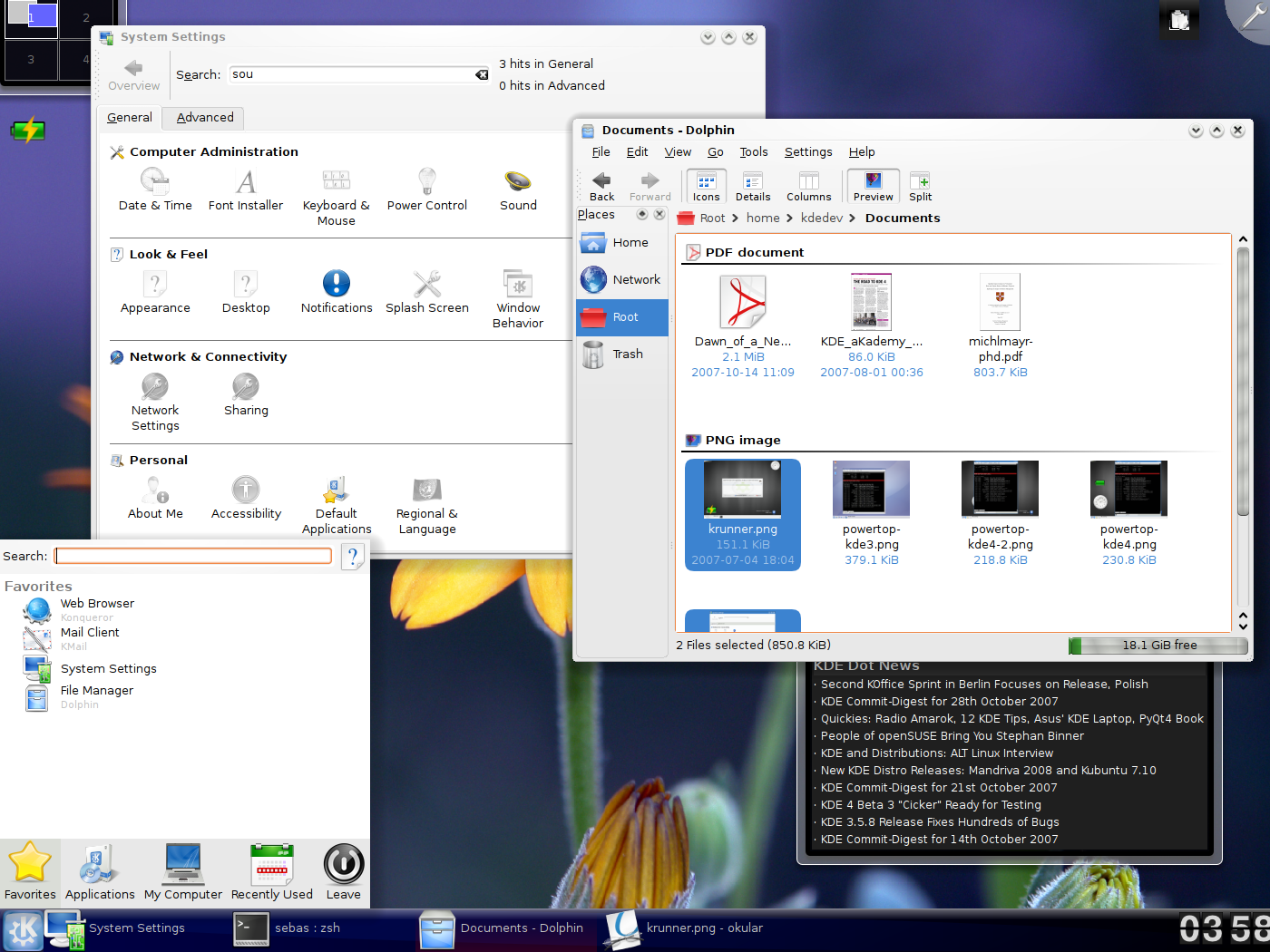
Beta 4 s widgety a dekorátorem oken z Oxygenu
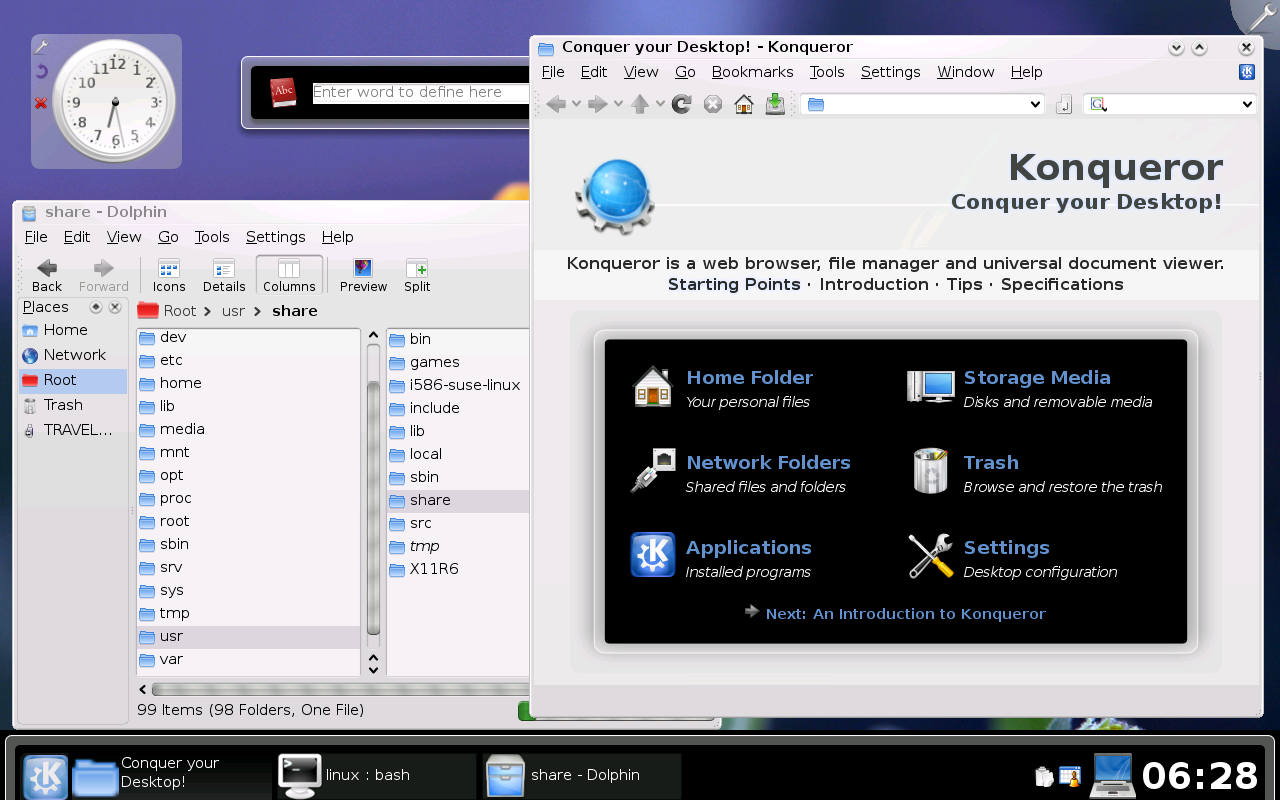
RC2
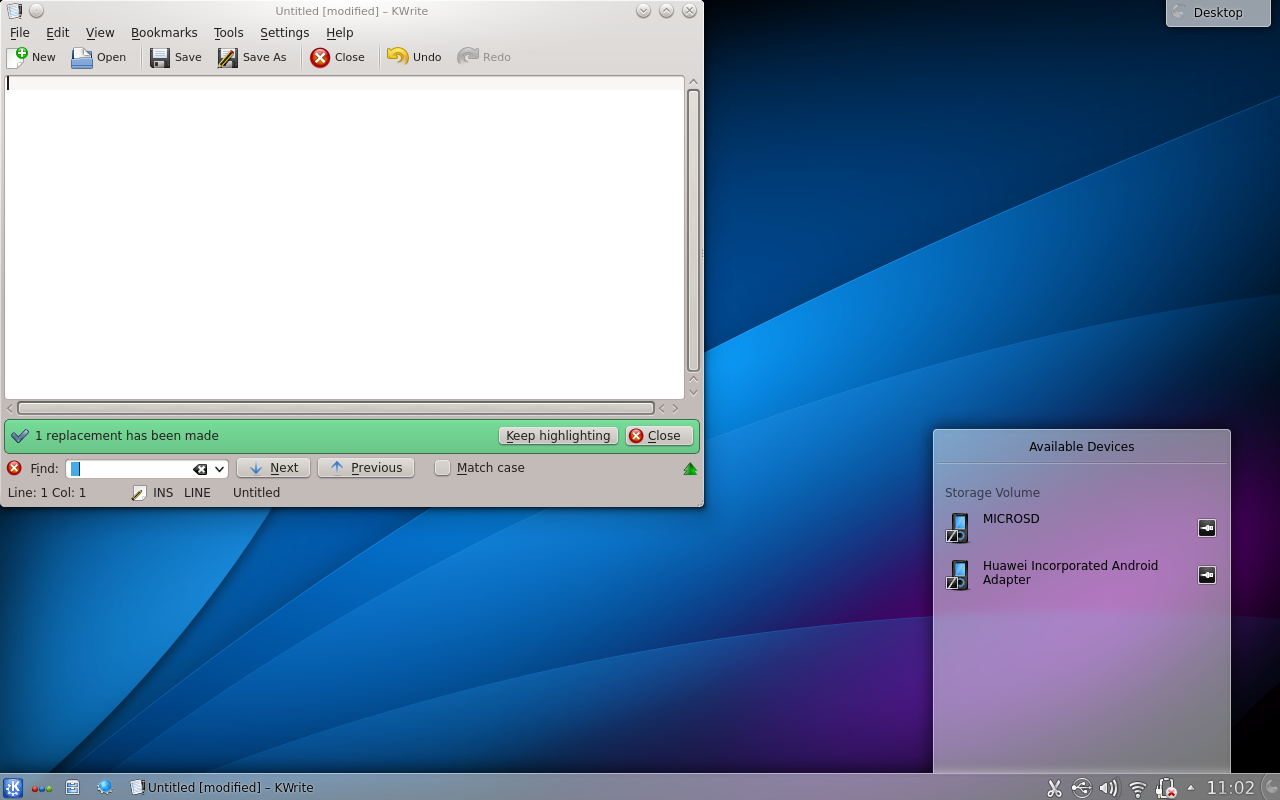
Finální verze s vylepšeným kontrastem a množstvím nových ikon